# Istrum
Istrum är en by norr om Skärv väster om Eggby i Istrums socken i Skara kommun. Mellan 2015 och 2020 avgränsade SCB här en småort.